# Сарсина
Са́рсина (итал. Sarsina, эмил.-ром. Sèrsna, романьол. Sêrsna) — коммуна в Италии, в регионе Эмилия-Романья, подчиняется административному центру Форли-Чезена.
Население составляет 3662 человека, плотность населения — 37 чел./км². Занимает площадь 100 км². Почтовый индекс — 47027. Телефонный код — 0547.
Покровителем коммуны почитается св. Вициний Сарсинский. Праздник ежегодно отмечается 28 августа.

## Города-побратимы
- Гребенштайн, Германия
- Лезу, Франция
- Лопик, Нидерланды